# Svarta kriget
Svarta kriget refererar till tidsperiod av konflikt mellan de brittiska kolonisterna och de tasmanska aboriginerna i Van Diemen's Land (nuvarande Tasmanien) under det tidiga 1800-talet. Konflikten påbörjades i takt med kolonisationen av Tasmanien av britter under seklets första årtionde, men kriget brukar räknas från cirka 1825 till 1832. 